# Економіка Папуа Нової Гвінеї
Основа економіки Папуа Нової Гвінеї — сільське господарство та гірничорудна промисловість. 

## Загальна характеристика

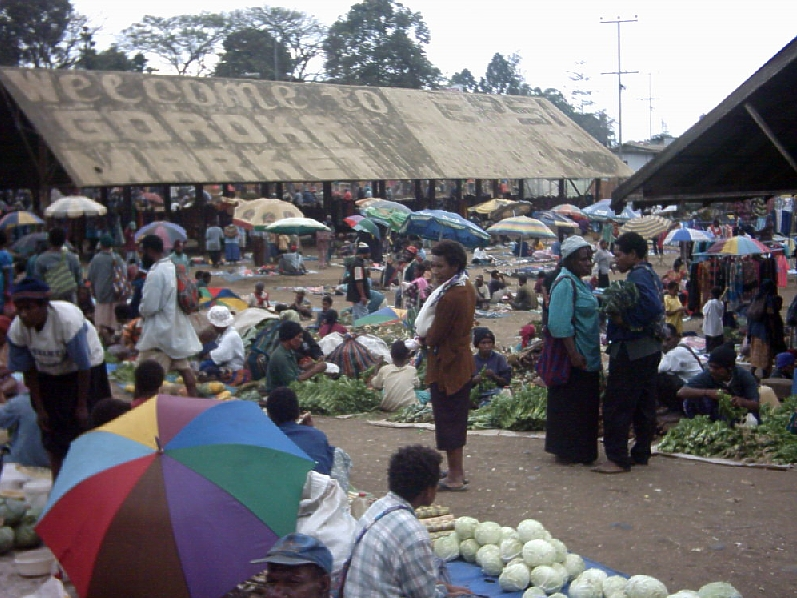
Традиційний ринок.

Основні галузі промисловості: гірнича (золото, срібло, мідь), нафтова, рибна та ін. Осн. транспорт: автомобільний, морський. Внутрішній транспорт внаслідок рельєфних факторів розвинений слабко. Побудовані дороги, що зв'язують порти з гірничорудними центрами у внутрішніх областях країни. Налагоджене каботажне судноплавство між Новою Ґвінеєю й іншими островами. Країна має повітряні зв'язки з Австралією і багатьма іншими державами Тихоокеанського регіону. Головний аеропорт знаходиться в Порт-Морсбі.
За даними Index of Economic Freedom, The Heritage Foundation, U.S.A. 2001: ВВП — $ 5 млрд. Темп зростання ВВП — 2,5 %. ВВП на душу населення — $ 1085. Прямі закордонні інвестиції — $ 90,7 млн. Імпорт — $ 2,8 млрд (г.ч. Австралія — 51 %; Сінгапур — 10,5 %; Японія — 8 %; США — 4,9 %; Нова Зеландія — 5,3 %). Експорт — $ 3,7 млрд (г.ч. Австралія — 20 %; Японія — 13 %; Німеччина — 6,9 %; Південна Корея — 4,6 %; Філіппіни — 4,4 %; Велика Британія — 3,3 %).
Основна маса населення країни як і раніше живе в селах і займається натуральним землеробством, в той же час починають складатися ринкові відносини. Частина сільськогосподарської продукції виробляється для продажу. Росте чисельність зайнятих в гірничодобувній і обробній промисловості і в сфері послуг.
На думку аналітиків, головна перешкода на шляху розвитку країни створює відсутність законопорядку і законопослуху. За останні 25 років злочинність в містах зросла в 20 разів.
Близько 60 % енергії, що використовується в країні, припадає на частку деревного вугілля, 35 % — на нафтопродукти, що імпортуються, 5 % — на гідроенергію.

## Сільське господарство
Домінує подсічно-випалювальна система землеробства, орієнтована на обробіток тропічних крахмаленосних рослин (клубні). У гірських місцевостях основна культура — батат. На низовинах вирощують також ямс, банани, таро, кокосову пальму, овочі і фрукти, а на півночі Нової Ґвінеї, на Новій Британії, Новій Ірландії і Бугенвілі — шоколадне дерево. Після Другої світової війни австралійська влада стимулювали розвиток товарного виробництва в селі, що в багатьох районах поєднувалося з традиційною системою землеробства. У 1997 в експорті сільськогосподарської продукції друге місце за вартістю (після кави) посідала пальмова олія з Нової Британії. З гірських же районів експортують чай.

## Мінеральні ресурси
Країна володіє виключно багатими мінеральними ресурсами, що обумовило розвиток гірничодобувної промисловості, яка в 1996 забезпечила 27 % (в тому числі гірничорудна — бл. 17 %) ВВП, тобто приблизно стільки ж, скільки сільське і лісове господарства і рибальство разом узяті.

## Основні показники
| Рік                                 | 1980   | 1985  | 1990   | 1995   | 2000   | 2005  | 2006  | 2007   | 2008   | 2009  | 2010   | 2011  | 2012  | 2013  | 2014   | 2015  | 2016  | 2017  |
| ----------------------------------- | ------ | ----- | ------ | ------ | ------ | ----- | ----- | ------ | ------ | ----- | ------ | ----- | ----- | ----- | ------ | ----- | ----- | ----- |
| ВВП (млрд $)                        | 3,16   | 4,41  | 5,49   | 9,34   | 10,55  | 13,18 | 13,90 | 15,85  | 16,11  | 17,34 | 19,33  | 19,95 | 21,26 | 22,43 | 25,69  | 28,04 | 29,08 | 30,33 |
| ВВП НА душу населння $ (ПКС)        | 1 067  | 1 323 | 1 462  | 2 067  | 2 056  | 2 280 | 2 348 | 2 348  | 2 617  | 2 600 | 2 891  | 2 830 | 2 861 | 2 954 | 3 313  | 3 540 | 3 597 | 3 675 |
| Ріст реального ВВП                  | −2,3 % | 3,6 % | −3,0 % | −3,4 % | −2,5 % | 3,9 % | 2,3 % | 11,1 % | −0,3 % | 6,8 % | 10,1 % | 1,1 % | 4,6 % | 3,8 % | 12,5 % | 9,0 % | 2,4 % | 2,5 % |
| Інфляція                            | 12,1 % | 3,7 % | 7,0 %  | 17,3 % | 15,6 % | 1,8 % | 2,4 % | 0,9 %  | 10,8 % | 6,9 % | 5,1 %  | 4,4 % | 4,5 % | 5,0 % | 5,2 %  | 6,0 % | 6,7 % | 5,2 % |
| Державний борг (у відсотках до ВВП) | ...    | ...   | ...    | 36 %   | 42 %   | 32 %  | 26 %  | 23 %   | 22 %   | 22 %  | 17 %   | 16 %  | 19 %  | 25 %  | 27 %   | 29 %  | 32 %  | 33 %  |